# Légataire universel en France
Un légataire universel est la personne qui va recevoir la totalité d'un héritage par le biais d'un testament. Il reçoit tout l'héritage et tous les biens du défunt.

## Définition du legs universel
Le legs universel est l'ensemble des biens reçus par testament lors de l'ouverture de la succession d'une personne. Le but du testateur est d'attribuer toute sa succession à une personne qui n'était pas concernée, ou d'attribuer à un de ses héritiers légaux. Le bénéficiaire d'un legs en biens, droits et actions est appelé le « légataire universel ».
En présence d'héritiers réservataires, ce legs doit néanmoins respecter la règle de la succession et ne s'applique que sur la quotité disponible.

## Fonctionnement
Les légataires universels touchent les biens même si les héritiers touchent un héritage. Le légataire universel doit demander une délivrance aux héritiers sur les biens qu'il doit toucher. S'il l'obtient, il touche l'héritage aussitôt ; sinon, il doit attendre que la délivrance soit donnée,.
En l'absence d'héritier, le légataire universel n'a pas à demander de délivrance.

## Sources